# Vía Colectora Alamor-El Empalme
La Vía Colectora Alamor-El Empalme (E69) es una vía secundaria  ubicada en la Provincia de Loja.  Esta colectora, de trazado oeste-este nace en la ruta la Troncal de la Costa (E25) en la localidad de Alamor. La colectora se desplaza en sentido oriental hasta terminar su corto recorrido en la Troncal de la Sierra (E35) en la localidad de El Empalme.

## Localidades destacables
De norte a sur:
- Alamor, Loja
- El Empalme, Guayas

- Datos: Q2166155